# Ponte velha de Castelo Branco (Mogadouro)
A Ponte velha de Castelo Branco é uma ponte histórica localizada na aldeia de Castelo Branco, no Município de Mogadouro, a 12 Km para sudoeste da sede do Município, pela EN 221, em Portugal.
A ponte tem acesso pela estrada EN 221 (Mogadouro - Freixo Espada-à-Cinta), pelo caminho velho que tem acesso à entrada da aldeia. O visitante deve virar a direita na rua depois da Igreja Matriz. A Ponte está junto da capela de São João tendo algumas casas de habitação nas proximidades. Para montante tem um pontão por onde passa a EN 221. O local foi utilizado durante muitos anos pela população da aldeia para lavar a roupa nas águas límpidas da ribeira.
Época Construção:Idade Média/Idade Moderna. Ponte de tabuleiro horizontal sobre dois arcos redondos iguais. Construção de silhares de granito, do lado esquerdo, e de alvenaria de xisto no encontro direito. As aduelas dos arcos são em granito mostrando-se largas e curtas com extradorso pouco regular. Tem contraforte no pegão com talhamar triangular não possuindo talhante. Não conserva as guardas. O pavimento é de lajes de granito, no troço central, e de calçada de godos nas entradas. Mostra nos arcos as cavidades dos agulheiros.
Tipologia: Arquitectura civil pública, medieval e moderna.
Ponte medieval reconstruída, de tabuleiro horizontal sobre dois arcos redondos iguais. Parece seguir o mesmo modelo que a vizinha ponte de Vilarinho dos Galegos.
Características Particulares: Parece ter sofrido muitas obras de reconstrução patentes nos diferentes tipos de aparelho de construção e de revestimento do pavimento.
Dados Técnicos: Estrutura mista. Materiais: Granito, aduelas e silhares; xisto, alvenaria.